# 5 Pułk Dragonów (austro-węgierski)

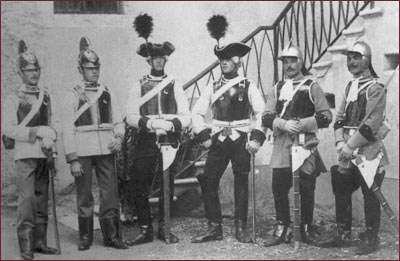
Żołnierze DR. 5 w historycznych mundurach

Styryjsko-karyncko-kraiński Pułk Dragonów Nr 5 – pułk kawalerii cesarskiej i królewskiej Armii.

## Historia pułku
W 1721 roku został utworzony Pułk Kirasjerów, który w 1798 roku otrzymał numer „9” (niem. Kürassierregiment Nr. 9), a w 1802 roku został przemianowany na 5 Pułk Kirasjerów. 1 października 1867 roku oddział został przemianowany na Pułk Dragonów Nr 5. Od 1869 roku pułk nosił nazwę wyróżniającą „Styryjsko-karyncko-kraiński” (niem. 5. Steirisch-kärntner-krainerisches Dragonerregiment).
Swoje święto pułk obchodził 16 października w rocznicę bitwy pod Lipskiem stoczonej w 1809 roku.
Po śmierci cesarza Imperium Rosyjskiego Mikołaja I Romanowa pułk otrzymał jego imię „na wieczne czasy”.
W 1867 roku pułk stacjonował w węgierskim mieście Tolna, a kadra zapasowa od 1869 roku w Grazu. W 1871 roku pułk został przeniesiony do Klagenfurtu, a kadra zapasowa pozostała w Grazu.
W 1914 roku sztab pułku razem z 1. dywizjonem stacjonował w Gorycji (niem. Görz), 2. dywizjon w miejscowości Slovenska Bistrica (niem. Windisch-Feistritz), a kadra zapasowa pozostawała w Mariborze (niem. Marburg) na terytorium 3 Korpusu, z którego czerpała uzupełnienia. Pułk wchodził w skład 3 Brygady Kawalerii w Mariborze.
Żołnierze nosili wyłogi cesarskożółte, guziki srebrne.

## Organizacja pokojowa pułku
- Komenda
- pluton pionierów
- patrol telegraficzny
- kadra zapasowa
- 1. dywizjon
- 2. dywizjon

W skład każdego dywizjonu wchodziły trzy szwadrony liczące 117 dragonów. Stan etatowy pułku liczył 37 oficerów oraz 874 podoficerów i żołnierzy.

## Szefowie pułku
Kolejnymi szefami pułku byli:
- GdK Hannibal Marchese di Sommariva (1806 – †10 VII 1829),
- GdK Maximilian Anton Karl Magnus von Auersperg (1829 – 1849),
- cesarz Imperium Rosyjskiego Mikołaj I Romanow (1849 – †2 III 1855),
- GdK Johann Franz von Schaaffgotsche (1855 – †3 XI 1866),
- GdK Alexander von Koller (1866 – 1875)[1].

## Komendanci pułku
- płk Moritz Watzesch von Waldbach (1867 – 1 XI 1872 → stan spoczynku w stopniu tytularnego generała majora)
- płk Franz von Meding (1872 – )
- płk Otto Josef von Berndt ( – 1913 → komendant 13 Brygady Kawalerii[1])
- ppłk Moritz Kranz (1913 – 1914[1])